# Sandro Ruffini
Sandro Ruffini, all'anagrafe Alessandro Ruffini (Roma, 21 settembre 1889 – Roma, 29 novembre 1954), è stato un attore e doppiatore italiano.

## Biografia
Recitò agli inizi con Ettore Paladini, Virgilio Talli e Forzano, prima di fondare una propria compagnia con Ricci, Beltramo e la Tricerri.
Fra le sue migliori interpretazioni teatrali, il frate Lorenzo in Romeo e Giulietta (1948) diretto da Renato Simoni, Cassio nel Giulio Cesare allestito nel 1949 da Salvini e Squarzina, ed Enrico IV nell'omonima tragedia shakespeariana diretta da Strehler (1951).
Ruffini era dotato di una splendida voce, che lo rese tra i più attivi doppiatori degli anni trenta e quaranta (sua la raffinata voce di Leslie Howard in Via col vento e di Charlie Chaplin in Luci della ribalta) e acclamato attore radiofonico. Svolse il lavoro di doppiatore sino all'inizio degli anni cinquanta.
Fece parte della prima Compagnia di prosa radiofonica dell'EIAR, costituita su iniziativa di Enzo Ferrieri nel 1932, a Roma. Fu diretto da tutti i più grandi registi radiofonici dell'epoca, da Majano a Morandi, da Masserano Taricco a Pavolini, e interpretò un ricco repertorio che comprese classici (Enrico IV di Shakespeare, 1952; Zio Vanja di Čechov, 1954; Aminta di Tasso, 1954) e contemporanei (Avventura del protagonista di Giannini, 1950; Il gran maestro di Santiago di De Montherlant, 1951; Candida di Shaw, 1951; La maschera e il volto di Chiarelli, 1952; Corruzione al Palazzo di giustizia di Betti, 1953; Il contadino morente di Van de Woestijne, 1954).
Nel 1953 fu protagonista della serie ad episodi settimanali di Sherlock Holmes, nelle indagini dell'investigatore di Arthur Conan Doyle per la regia di Anton Giulio Majano.
Fu inoltre il protagonista delle serie radiofoniche Le avventure di Sherlock Holmes (1953) e prestò la sua voce ad alcuni documentario radiofonici (Dall'ancien régime alla rivoluzione francese di Alessandro Galante Garrone, 1956) oltre che a letture poetiche (Idillio di von Hofmannsthal, 1954). Tra le sue ultime interpretazioni radiofoniche, Don Giovanni Tenorio di José Zorrilla e Aspettando Godot di Beckett (1954). È morto improvvisamente a 65 anni, vittima di una trombosi cerebrale.

## Prosa teatrale
- Come vi piace di William Shakespeare, regia di Jacques Copeau, prima al Giardino di Boboli a Firenze il 1º giugno 1938.
- Maya di Simon Gantillon, regia di Orazio Costa, prima al Teatro Eliseo di Roma il 24 novembre 1945.
- Scampolo di Dario Niccodemi, regia di Orazio Costa, prima al Teatro Eliseo di Roma il 6 dicembre 1945.
- Giulietta e Romeo di William Shakespeare, regia di Renato Simoni e Giorgio Strehler, prima al Teatro Romano di Verona il 26 luglio 1948.

## Filmografia
- Nel vortice del destino – cortometraggio (1913)
- Gli ultimi zar, regia di Baldassarre Negroni (1928)
- Il treno delle 21,15, regia di Amleto Palermi (1933)
- Giallo, regia di Mario Camerini (1933)
- Amazzoni bianche, regia di Gennaro Righelli (1936)
- Cose dell'altro mondo, regia di Nunzio Malasomma (1939)
- Melodie eterne, regia di Carmine Gallone (1940)
- Forse eri tu l'amore, regia di Gennaro Righelli (1940)
- Abbandono, regia di Mario Mattoli (1940)
- L'uomo del romanzo, regia di Mario Bonnard (1940)
- I mariti (Tempesta d'anime), regia di Camillo Mastrocinque (1941)
- Sancta Maria, regia di Edgar Neville e Pier Luigi Faraldo (1941)
- Le due tigri, regia di Giorgio Simonelli (1941)
- Beatrice Cenci, regia di Guido Brignone (1941)
- Ore 9: lezione di chimica, regia di Mario Mattoli (1941)
- Brivido, regia di Giacomo Gentilomo (1941)
- La canzone rubata, regia di Max Neufeld (1941)
- La fortuna viene dal cielo, regia di Ákos Ráthonyi (1942)
- Fedora, regia di Camillo Mastrocinque (1942)
- Abbasso la miseria!, regia di Gennaro Righelli (1945)
- La freccia nel fianco, regia di Alberto Lattuada (1945)
- Il testimone, regia di Pietro Germi (1946)
- L'uomo dal guanto grigio, regia di Camillo Mastrocinque (1948)
- I bastardi (Né de père inconnu), regia di Maurice Cloche (1950)
- Fiamme sulla laguna, regia di Giuseppe Maria Scotese (1951)
- La grande rinuncia, regia di Aldo Vergano (1951)
- Gli uomini non guardano il cielo, regia di Umberto Scarpelli (1952)
- Ergastolo, regia di Luigi Capuano (1952)
- Gli eroi della domenica, regia di Mario Mattoli (1953)
- Giuseppe Verdi, regia di Raffaello Matarazzo (1953)
- Orient Express, regia di Carlo Ludovico Bragaglia (1954)
- Il caso Maurizius (L'affaire Maurizius), regia di Julien Duvivier (1954)

## Doppiaggio

### Film cinema
- Fredric March in Morte di un commesso viaggiatore, Ho sposato una strega, Il delitto del giudice, Salto mortale, Un'altra parte della foresta, Cristoforo Colombo
- Herbert Marshall in Il velo dipinto, Quando le signore si incontrano, Il giardino segreto, Venere bionda (riedizione), Seduzione mortale
- James Mason in Il mio amore vivrà, Rommel, la volpe del deserto, Madame Bovary, I topi del deserto
- Jean Gabin in Alba tragica, Il bandito della Casbah, Verso la vita
- George Sanders in Duello mortale, Sansone e Dalila, Temporale d'estate
- Leon Ames in Così sono le donne
- Charles Andre in Io confesso
- John Barrymore in Giulietta e Romeo
- Bruce Bennett in Chicago, bolgia infernale
- Charles Bickford in La moglie celebre
- Fortunio Bonanova in La parata dell'impossibile
- Louis Calhern in Minuzzolo
- Hoagy Carmichael in Chimere
- Tullio Carminati in Una notte d'amore
- John Carradine in Furore
- Paul Cavanagh in Magnifica ossessione
- Charlie Chaplin in Luci della ribalta
- Howard Chuman in Okinawa
- Wendell Corey in Il romanzo di Thelma Jordon, Le furie
- Joseph Cotten in La casa del corvo
- Nino Crisman in Pia de' Tolomei, Io sono il Capataz
- Roland Culver in Singapore
- Attilio Dottesio in La Certosa di Parma
- Kirk Douglas in L'asso nella manica; Pietà per i giusti
- Douglas Fairbanks in Le ultime avventure di Don Giovanni
- David Farrar in Narciso nero
- Errol Flynn in La saga dei Forsyte, Kim
- Victor Francen in Duello a S. Antonio
- Vittorio Gassman in L'ebreo errante
- Alan Hale in Il conte di Essex
- Paul Henreid in La corda di sabbia
- Leslie Howard in Via col vento
- Trevor Howard in Breve incontro
- Henry Hull in Gli amanti della città sepolta
- George Macready in Mi chiamo Giulia Ross
- Karl Malden in Ruby, fiore selvaggio
- Ray Milland in L'indossatrice
- John Mills in La tragedia del capitano Scott
- André Morell in L'amore segreto di Madeleine
- Richard Nugent in Sahara
- Fred Nurney in Il capitalista
- Denis O'Dea in Mogambo
- Henry O'Neill in Due ragazze e un marinaio
- William Powell in Vita col padre, Vita inquieta
- Vincent Price in I tre moschettieri, La disperata notte
- Frank Puglia in Alì Babà e i 40 ladroni
- Basil Rathbone in Al di sopra di ogni sospetto, Tovarich
- Grandon Rhodes in Tutti gli uomini del re
- Ralph Richardson in L'ereditiera
- Fay Roope in L'ultima minaccia
- Everett Sloane in Damasco '25
- Carlo Tamberlani in La sua strada
- Anton Walbrook in Scarpette rosse
- Robert Cornthwaite in La cosa da un altro mondo
- John Wayne in I cavalieri del Nord Ovest
- Clifton Webb in Vertigine, Titanic
- Henry Wilcoxon in Cleopatra
- Voce narrante in Anselmo ha fretta

## Prosa radiofonica
- EIAR
- Il testimone silenzioso di Jaques de Leon e Laques Célestin, regia Romano Calò, trasmessa il 26 febbraio 1933.
- RAI
- Pigmalione, commedia di George Bernard Shaw, regia di Guglielmo Morandi, trasmessa il 9 febbraio 1947.
- La piccola città di Thornton Wilder, regia di Guglielmo Morandi, trasmessa il 2 aprile 1947.
- I parenti terribili di Jean Cocteau, regia di Guglielmo Morandi, trasmessa il 24 novembre 1947.
- La famiglia Barrett, commedia di Rudolf Besier, regia di Anton Giulio Majano, trasmessa il 15 dicembre 1947.
- Avventura del protagonista, commedia di Guglielmo Giannini, regia di Anton Giulio Majano,trasmessa il 5 giugno 1950.
- Candida di George Bernard Shaw, regia di Guglielmo Morandi, trasmessa il 26 febbraio 1951.
- Sabato in casa Slaters, radiodramma di Alfio Vardarnini, regia di Anton Giulio Majano, trasmessa il 31 marzo 1951.
- E lui gioca, commedia di Cesare Giulio Viola, regia di Anton Giulio Majano, trasmessa il 9 agosto 1951.
- Il gran maestro di Santiago di Henry de Montherlant, regia di Guglielmo Morandi, trasmessa il 7 dicembre 1951.
- Francesca Da Rimini, tragedia di Silvio Pellico, regia di Pietro Masserano Taricco, trasmessa il 10 giugno 1952.
- Gli ultimi cinque minuti di Aldo De Benedetti, regia di Pietro Masserano Taricco, trasmessa il 7 luglio 1952.
- Don Giovanni Tenorio, dramma di Josè Zorilla y Moral, regia di Eugenio Salussolia, trasmessa il 9 settembre 1952.
- Lo scapolo di Ivan Turgenev, regia di Pietro Masserano Taricco, trasmessa il 20 gennaio 1953.
- Enrico IV di William Shakespeare, regia di Guglielmo Morandi, trasmessa il 28 luglio 1953.
- Il ritorno di Sherlock Holmes di Arthur Conan Doyle, regia di Anton Giulio Majano, 1953.
- La maschera e il volto, grottesco di Luigi Chiarelli, regia di Anton Giulio Majano, trasmesso il 1 giugno 1954.
- Zio Vania di Anton Čechov, regia di Guglielmo Morandi, trasmessa il 5 febbraio 1954.
- Aspettando Godot di Samuel Beckett, regia di Pietro Masserano Taricco, trasmesso il 28 maggio 1954.